# Albert Löfgren
Johan Albert Constantin Löfgren, também conhecido como Alberto Loefgren (Estocolmo, 11 de setembro de 1854 — Rio de Janeiro, 30 de agosto de 1918), foi um botânico sueco naturalizado brasileiro, notado principalmente por ter sido um dos pioneiros do conservacionismo brasileiro e responsável pela criação de algumas das primeiras áreas protegidas do país.

## Biografia

### Começos
Formado em filosofia e ciências naturais na Universidade de Uppsala, Löfgren mudou-se para o Brasil em 1874, integrando a expedição botânica comandada pelo naturalista Hjalmar Monsén (1807-1884), seguindo diretamente para Poços de Caldas, onde permaneceu por alguns anos. Löfgren auxiliou Anders Fredrik Regnell na expedição, realizada entre 1874 e 1877, nos estados de São Paulo e de Minas Gerais.
Em 1877, realizou estudos na Serra do Caracol, em Andradas, Minas Gerais. Hjalmar Monsén retornou em seguida a seu país, mas Löfgren permaneceu no Brasil após o término dos trabalhos da expedição. Mais tarde, Löfgren trabalhou como engenheiro-arquiteto da Companhia Paulista de Estradas de Ferro, entre 1877 e 1880, quando residiu na cidade de Pirassununga. Posteriormente mudou-se para Campinas, onde se dedicou ao
ensino de ciências naturais.
Em 1886, Orville Derby convidou-o a participar da organização da Comissão Geográfica e Geológica de São Paulo – o embrião da pesquisa científica no Estado de São Paulo, que reunia uma equipe interdisciplinar destinada a planejar e executar pesquisas necessárias para subsidiar a ocupação racional da Província, e coube a Löfgren comandar a parte referente à Botânica e à Meteorologia, sendo o primeiro a organizar esse tipo de serviço em São Paulo. Incansável, promoveu ainda a fundação do Museu Paulista, convencendo o governo a aproveitar adequadamente a coleção botânica acumulada pelo coronel Sertório, doada ao Estado, e até 1894, Löfgren ocupou-se interinamente dela. A partir dessa data, a coleção foi instalada no Ipiranga, sob a direção de Herman von Ihering. O herbário que criou para a Comissão constitui, do ponto de vista científico, o primeiro do País sobre a flora paulista. Durante seus trabalhos na Comissão alertou para a destruição que vinha acontecendo de grande número de matas ciliares dos malefícios do fogo, além de fazer previsões na alteração do clima devido à destruição das matas. O Instituto Astronômico e Geofísico da Universidade de São Paulo originou-se dessa Comissão, criado pela Lei Provincial nº 9, de 27 de março de 1886. Aí começam a germinar as sementes do atual Instituto Florestal e do Serviço Meteorológico do Estado de São Paulo.
Em 1888, Löfgren assumiu a direção do Jardim da Luz, propondo a transformação do local em Jardim Botânico. Porém o espaço foi transformado em jardim público e passou para a municipalidade. Em 1896, graças aos esforços de Löfgren, aliados aos de Derby e de Ramos de Azevedo, foi instalado o Horto Botânico da Cantareira, do qual Löfgren foi o primeiro diretor. 

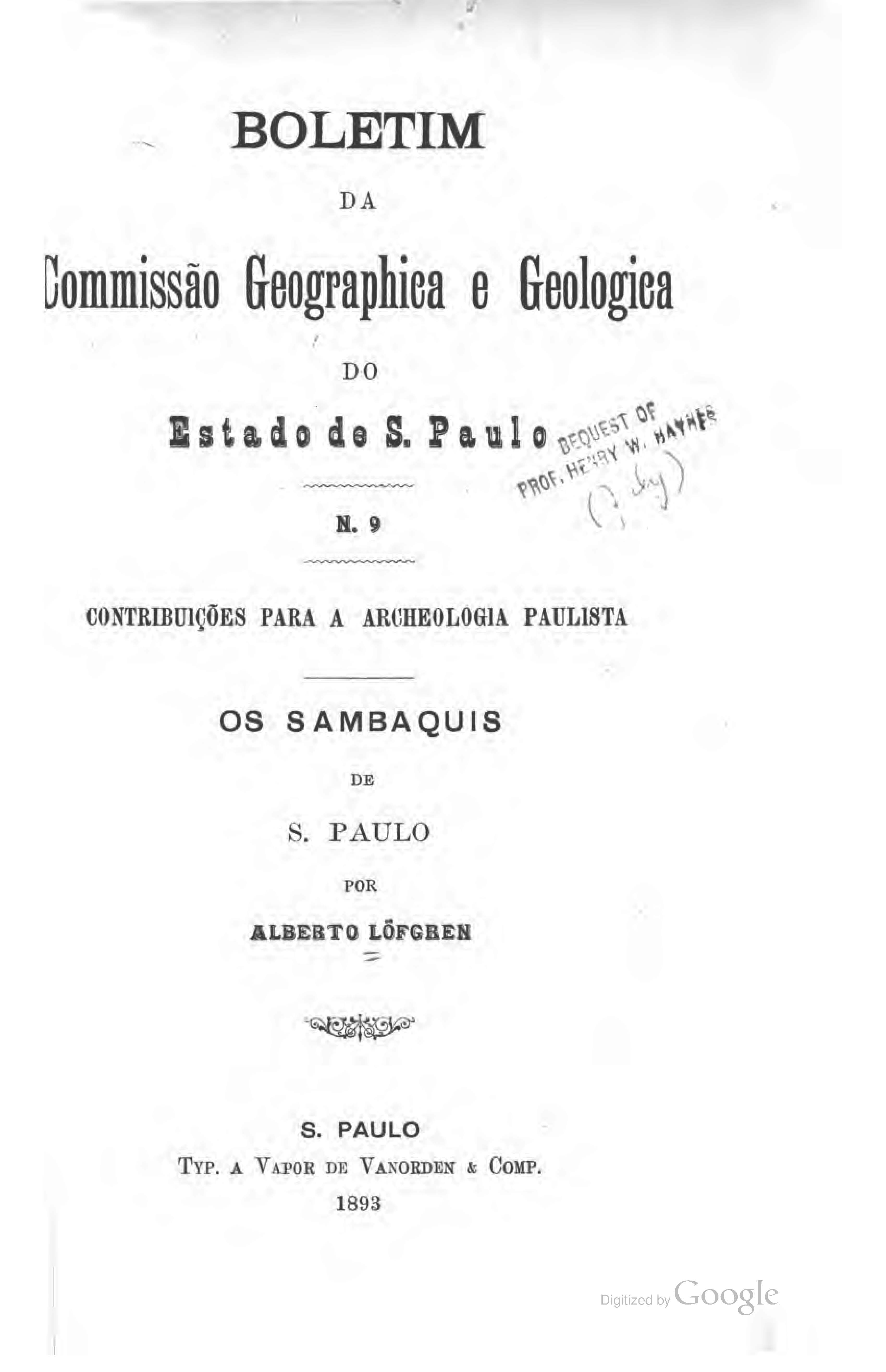
"Contribuições para a archeologia paulista: Os Sambaquis de S. Paulo"

Entre 1910 e 1913, Alberto Löfgren chefiou a seção de botânica da Inspetoria de Obras Contra as Secas (IOCS), a convite do engenheiro e geólogo Miguel Arrojado Ribeiro Lisboa (1872 - 1932), que então dirigia o órgão. Sua missão era estudar as condições da flora e do solo da região nordeste do país, flagelada pela seca, visando o seu aproveitamento agrícola e estudar as possibilidades de reflorestamento. Nesse período, Löfgren percorreu demoradamente os Estados da Bahia, Paraíba, Pernambuco e Ceará. Criou Hortos Florestais em Juazeiro, na Bahia, e em Quixadá, no Ceará, tendo sido diretor do horto cearense até 1912. Percorrendo em 1910 essa região, colecionou riquíssimo herbário e as suas principais observações preliminares acham-se registradas na publicação daquela repartição intitulada “Notas botânicas”. Nessa época, dando início a um programa de reflorestamento dessa zona, Löfgren criou diversas estações florestais, que foram instaladas em pontos, onde, ao lado de experiências e demonstrações culturais, grandes viveiros foram formados para a multiplicação das melhores essências.
Löfgren defendeu a preservação das florestas de São Paulo e a formação de florestas artificiais, tendo inclusive, apresentado à Câmara dos Deputados uma proposta de regulamentação e de proteção das matas no Estado. Em 1901, apresentou ao Presidente do Estado de São Paulo, Francisco de Paula Rodrigues Alves, um projeto de proteção e regulamentação da exploração das matas, incluindo a proposição de uma legislação florestal. Naquele mesmo ano, foi indicado para chefiar uma comissão cujo objetivo era elaborar uma proposta de codificação da legislação florestal brasileira. A iniciativa não foi adiante, mas suas ideias subsidiaram a elaboração do primeiro Código Florestal Brasileiro, instituído em 1934.

### O ativista ambiental
Empreendeu uma campanha férrea para a conscientização da população nas causas ambientais. À frente dos movimentos conservacionistas, lutou para conscientizar e sensibilizar tanto a população quanto as autoridades em todos os seus níveis. Em 1900, Löfgren alerta as autoridades para o desmatamento devido ao aumento do consumo de lenha pela ferrovias, sendo que uma delas consumia 500 m³ diários, o equivalente à destruição de 2 hectares de matas por dia. Neste mesmo ano, dá início a uma campanha para frear os desmatamentos na Serra da Cantareira empreendida pelos carvoeiros, e encabeça a comissão que tinha por objetivo elaborar o Código Florestal, como meio preventivo e disciplinador do desmatamento e utilização das matas. Neste mesmo ano, escreve inúmeros artigos e pronuncia várias conferências, alertando os paulistas para o uso que faziam de sua cidadania, às avessas, lembrando os poderes públicos da necessidade de uma legislação e de um serviço florestais.
Ao sugerir, em 1901, que as crianças cultuassem as árvores – pelo menos um dia do ano – Löfgren pretendia inspirar aos “homens do amanhã” o amor pelas florestas que “resultam em proteção contra os prejuízos da areia movediça; dos ventos; preservação das nascentes; aumento da beleza das passagens e alimento no suprimento de lenha sendo que tudo isso resulta de importância para o povo e para o País”. Em 1902, Löfgren publica o “Serviço Florestal do Estado de São Paulo”, onde discorre sobre inúmeros temas voltados a proteção da natureza em seus mais diversos aspectos, incluindo estatísticas, medidas preventivas e legislativas, manejo de florestas, publicação de obras voltadas ao tema, etc. Dentre eles se destaca “ensino nas escolas e instituições, de um ‘Arbor Day’ no Estado” e “demonstração nos campos de experiência e nas colônias, onde os diretores deveriam fazer conferências e ensinar os princípios do serviço florestal”. Em 1901 já havia no Horto Botânico (foto) mais de 90 000 mudas de essências nativas e exóticas, em condições de serem transplantadas, iniciando-se sua distribuição aos municípios paulistas. Löfgren o responsável pela difusão da necessidade de se instituir no país um evento anual dedicado ao culto das árvores. Desde os princípios de 1901 fez a necessária propaganda em prol da introdução dessa comemoração conservacionista inspirada no Arbor Day norte-americano, escrevendo nas colunas dos jornais paulistas sobre sua significação e importância. Este é também um dos motivos que levou Löfgren a ser considerado um dos pioneiros do ecojornalismo e um dos maiores conservacionistas do país no século XX. Finalmente, por iniciativa sua, do engenheiro João Pedro Cardoso e do poeta Coelho Netto, em 7 de junho de 1902 realiza-se na cidade paulista de Araras a que que foi considerada a primeira “Festa das Árvores do Brasil", com mudas produzidas no Horto Botânico da Cantareira. Aos particulares, lembrava que a preservação de florestas nas propriedades cortadas por estradas, e perto de cidades, era “fator importante do bem público e privado”, influenciando nas condições hidrográficas, climáticas e de saúde. Argumentava que o serviço florestal, longe de ser uma espécie de lavoura, era como uma “caixa econômica com capitalização a juros compostos”, a ser implantado a partir da conservação e melhoramento das matas existentes e, com os conhecimentos obtidos, possibilitar a criação de matas comerciais em terrenos esgotados.
Abaixo, o texto “ARBOR DAY” de Löfgren composto para o suplemento Revista da Semana de julho de 1902, um suplemento do jornal carioca Jornal do Brasil.
| “ | Acontecimentos há que na história de um povo marcam uma época; acontecimentos que simbolizam o marco inicial de uma nova estrada através de regiões apenas adivinhadas, e onde a cada passo novas maravilhas se sucedem, até que o hábito de as ver constantemente, faz-nos aceita-las como coisa natural, como coisa necessária e cujo início, cujo ponto de partida já ninguém se lembra mais. Assim foi com o acontecimento da primeira estrada de ferro que hoje nos parece tão comum, tão simples e tão conhecida, que nada mais nos recorda a emoção produzida pelo aparecimento da primeira locomotiva, cujo silvo estridente, há tão pouco, pela vez primeira ecoava nas nossas majestosas florestas virgens. O Arbor Day também terá a mesma sorte, mas, como a locomotiva, ser-nos-á ele igualmente necessário e havemos de nos habituar a ele do mesmo modo e, ainda como a locomotiva, trazer-nos-á ele igual benefício, e com a vantagem maior de em vez de consumir as nossas belas e ricas florestas, como tem feito a locomotiva, ele nos há de restituí-las melhoradas. Terá o Arbor Day, portanto, sorte de dar-nos o que a locomotiva nos tirou e fornecer ainda a esta mesma locomotiva o que necessita para que ambos, de mãos dadas e unidas como irmãos, possam trabalhar no aumento constante do nosso progresso da grande pátria brasileira. Eis o que fará o Arbor Day. Eis o que significa também esta bela iniciativa da próspera cidade de Araras no faustoso dia de hoje. — Albert Löfgren, Horto Botânico Paulista. | ” |

Ficou célebre a polêmica causada pelo artigo que publicou em 1903, no O Estado de S. Paulo, sob o título “A Devastação das Matas”, onde demonstrava aos administradores das ferrovias o perigo a que estavam sujeitas não só as suas estradas, como também a população do Estado, com a devastação desordenada dos recursos, florestais, sem que se promovesse um reflorestamento.

### O botânico
Outro grande feito de Löfgren foi ter colaborado como botânico na confecção do livro “Os Sertões” de Euclides da Cunha, junto com o engenheiro Theodoro Sampaio e o geólogo Orville Derby. Seria este trio também que também viria a colaborar nos ensaios que Euclides fez sobre a Amazônia. Foi na estrada entre Queimadas e Monte Santo que Euclides da Cunha entrou pela primeira vez em contato direto com as caatingas, que ele considerou capazes de assombrar ao mais experimentado botânico: "De um, sei eu [dizia Euclides], que ante ela faria prodígios. Eu porém, perdi-me logo, perdi-me desastrosamente no meio da multiplicidade das espécies (...)" Esses trechos retirados do “Diário de uma Expedição” e da “Caderneta de Campo”, pinçados não por acaso, permitem colocar a seguinte interrogação: quem seriam essas “pessoas mais competentes” que iriam analisar amostras recolhidas e quem seria o botânico que faria prodígios diante daquela “estranha e impressionadora” caatinga do sertão baiano? Certamente Euclides da Cunha estava se referindo aos seus amigos da Comissão Geográfica e Geológica de São Paulo, dirigida por Orville Derby e local onde trabalhava Alberto Löfgren, este último provavelmente o botânico que Euclides imaginava ser capaz de “fazer prodígios” diante da vegetação sertaneja. Derby, Löfgren e Theodoro Sampaio haviam indicado o nome de Euclides da Cunha para sócio do Instituto Histórico e Geográfico de São Paulo antes da viagem para a Bahia.
Em 1913, foi convidado por John Christopher Willis, então diretor do Jardim Botânico do Rio de Janeiro, para assumir a chefia da seção de botânica e de fisiologia vegetal da instituição. Na mesma época Adolpho Ducke, João Geraldo Kuhlmann e Alexandre Brade também foram admitidos, o que propiciou grande impulso nas pesquisas em taxonomia vegetal e elevou o Jardim Botânico à liderança nacional nos estudos sobre a flora brasileira. Em janeiro de 1918, foi efetivado no cargo, por concurso. No Jardim Botânico do Rio, ele foi o primeiro pesquisador a realizar trabalhos sobre a anatomia de madeiras. Organizou o herbário e colaborou com a publicação Archivos do Jardim Botânico, que publicou vários dos seus artigos.
O período compreendido entre 1918 e 1966 representa a fase áurea dos estudos anatômicos da madeira no Jardim Botânico do Rio de Janeiro. Alberto Löfgren, contratado em 1918 foi o primeiro pesquisador da casa a realizar trabalhos de anatomia de madeiras brasileiras.
Em 1900 traduziu a obra “Meu cativeiro entre os selvagens do Brasil” de Hans Staden, o primeiro livro sobre o Brasil, segundo Monteiro Lobato. Colaborou na elaboração da obra “Flora Brasiliensis” e também para a “Flora Regnelliana”, da Academia de Ciências de Estocolmo e também na “Regni vegetalis Conspectus” da Academia de Ciências de Berlin. Em 1905 publica do original sueco de K. Lindman, “A vegetação do Rio Grande do Sul”, entre outros.

## Tributos e distinções
Löfgren foi cônsul da Suécia em São Paulo desde 1891 e recebeu a medalha Regnelliana da Academia de Estocolmo em 1895. Fez parte de numerosas sociedades e institutos científicos nacionais e internacionais e, desde 1900 havia recebido o título de Cavaleiro de Primeira Classe da Ordem de Wasa.
Em homenagem a Löfgren, o Horto Florestal de São Paulo leva o seu nome.
Alberto Löfgren faleceu em 30 de agosto de 1918 aos 64 anos, deixando para as gerações futuras um exemplo grandioso em seus 44 anos inteiramente dedicados ao conhecimento científico do País. Como cientista incansável e interdisciplinar, legou-nos uma obra de fôlego e contribuições notáveis à natureza e à ciência da pátria que amou e adotou para si.
A Rua Loefgren, na Vila Mariana, em São Paulo, inaugurada em 1930, também foi citada em sua homenagem.